# 칼렌진인
칼렌진인(Kalenjin)은 나일족 계열 민족으로, 말리리인(에티오피아의 다사나흐인과 관련이 있다)의 후손이다. 칼렌진인은 탄자니아와 말라위의 다투가족과 사촌이다. 이와는 대조적으로 이들의 명칭은 마사이족, 루오족, 투르카나족, 딩카족 등 다른 나일로트족과 함께 분류한다. 동아프리카의 토착종으로, 주로 케냐의 리프트밸리주와 우간다의 엘곤산의 동부 경사면에 서식한다. 마우 숲 지역에 도착한 칼렌진인은 오키크족이라고 알려진 원주민 수렵채집인들을 동화시켰다. 2019년 케냐 인구조사에 따르면 6,358,113명이며, 우간다에서는 주로 카프초르와구, 퀜구, 부쿼구에 약 300,000명이 거주하고 있다.

## 같이 보기
- 칼렌진어